# NGC 5638
NGC 5638 este o galaxie eliptică situată în constelația Fecioara. A fost descoperită în 30 aprilie 1786 de către William Herschel. Se află la o distanță de 26,55 de megaparseci de Pământ.